# Ludwig Deutsch
Ludwig Deutsch (Viena, 1855 - Paris, 1935) foi um pintor orientalista nascido na Áustria. O orientalismo aparece em suas obras principalmente após 1883, quando viaja ao Egito.

## Vida e trabalho
Deutsch veio de família judaica. Depois do ensino médio, estudou pintura clássica na Academia de Belas Artes de Viena, entre 1872 e 1875, com Anselm Feuerbach como professor. Quando Feuerbach se aposentou, Deutsch e alguns outros estudantes tentaram entrar na classe de Leopold Carl Müller, que se mudou para Paris em 1876, mas, em um primeiro momento, foram recusados a entrar. Depois de aceito, no ano de 1878, Deutsch mudou-se para Paris, onde se associou fortemente ao Orientalismo, continuando seus estudos com o pintor Jean-Paul Laures, grande exemplo na época, que o apresentou para compradores parisienses, possibilitando que Deutsch abrisse seu próprio estúdio na Rue Le Pelletier, na capital francesa. 
Em 1879, Deutsch, pela primeira vez, participou com o retrato ""Dona Joan Bohorques, Agonia da Inquisição" na competição Salon, uma das mais importantes da área. Posteriormente, o pintor criou sua primeira pintura orientalista, "The Domino Players" completa (Die Dominospieler, em francês). 
Durante este tempo, o trabalho de Deutsch passa por uma evolução. Embora os assuntos permaneçam quase iguais, ocorre lentamente uma transformação, ele migra de pinturas de grupo para retratos de personagens únicos, buscando retratar também menos locais seculares para dar lugar aos belos palácios e locais de culto.
Ao longo de sua carreira, ele conseguiu abrir vários estúdios em Paris e no sul da França. Deutsch manteve uma grande quantidade de objetos coletados durante suas viagens, tais como como telhas, móveis, armas, tubulações, tecidos e figurinos. Como muitos de seus contemporâneos, o artista fez uso da fotografia para garantir a precisão arqueológica em suas renderizações pintadas de locais. obras de pedra, azulejos e a madeira tradicional de mashrabiyyah, marcando uma era de grande produtividade e incursões em um estilo pós-impressionista. Sempre perfeccionista, seu trabalho é caracterizado pela atenção exata aos detalhes.
Em sua segunda viagem para o Egito, em 1890, Deutsch reuniu novos assuntos para seu trabalho. Assim como seu amigo Rudolf Ernst, o pintor recrutou fotógrafos de estúdios de fotografia no Cairo para auxilia-lo em suas criações. Neste período, ele finalizou a obra "Tribunal de El Azhar University", seguida por criações como "The Healer", "The Palace Guard" e "The Emir's Guard", que foram muito ressaltadas. 
Em 1900, conquistou a categoria medalha de ouro no Salão de Paris por ser um pintor prolífico durante quarenta anos consecutivos. No entanto, em 1914, com a eclosão da Primeira Guerra Mundial, o pintor foi forçado a deixar Paris. Embora seu paradeiro durante este tempo não seja conhecido, é registrado que ele viajou para o norte da África por um tempo, mas em 1919 conseguiu obter cidadania francesa e começou a assinar seu nome como Louis Deutsch. 
Ele faleceu em 1935 em Paris, após ter concluído cerca de 36 obras. Ludwig Deutsch, ao longo de sua trajetória, teve como objetivo aperfeiçoar sua técnica fotográfica realista e oferecer variedade, através das maneiras cintilantes que ele tratou suas telas. Apesar da exatidão dos detalhes, também há evidências de que ele pretendia transmitir relevância cultural. Algum elemento se repete nas diferentes pinturas, como acessórios e modelos, que supostamente pertenciam à árabes ou africanos que moravam em Paris.